# 森大衛
森 大衛（もり だいえい、本名：森 行弘、1965年 - ）は、日本の書家。富山県富山市出身、富山県立富山商業高等学校卒業。通称「達筆王」。

## 経歴
- 1979年に北日本新聞社が主催する書き初めコンクールで金賞を受賞するなど、幼い頃より書家としての頭角を現す。
- 1990年 - 独立秋季展（上野の森美術館）…『掴』（秀作受賞）
- 1991年 - 独立書展（東京都美術館）…『臨・左繍叙』（秀作受賞）
- 1992年 - 
  - 独立書展（東京都美術館）…『獅』（特選受賞）
    - 日本象書会展（新宿センタービル朝日生命ギャラリー）…『燃』（特選受賞）
- 1993年 - 
  - 独立書展（東京都美術館）…『不滅』（特選受賞）
  - 日本芸術書法展（銀座セントラル美術館）…『龍翔鳳舞』（世界芸術協議会大賞受賞）
- 1995年 - 富山県展…『鐵牛』（県展賞受賞）
- 1996年 - 
  - 国民文化祭とやま'96（富山県民会館）…『九天』（教育委員長賞受賞）
  - 独立書展（上野の森美術館）…『大海若知足百川應倒流』（新鋭作家選抜)
  - 独立秋季展（上野の森美術館）…『筆龍墨海』（秀作受賞）
- 1997年 - 独立書展…『心拳』（準会員賞受賞）
- 1999年 - フジテレビ『めざましテレビ』のコーナー「松任谷由実選集五七五」にて、視聴者投稿作品の句が採用される。
- 2000年 - フジテレビ『めざましテレビ』のコーナー「松任谷由実選集五七五」にて、視聴者投稿作品の句が採用される。
- 2003年 - フジテレビ「笑っていいとも!」『匠のこだわり駄作はどっち？』に出演、作品『舞』二点の比較解説をする。
- 2005年 - 
  - フジテレビ『笑っていいとも!』内コーナー「目指せ!達筆王」にて、指南役として1年間レギュラー出演[4]。作務衣に無精髭という独特の風貌も相まって注目される。続いて『笑っていいとも!増刊号』内コーナー「続！達筆王」にも出演する。
  - 独立書展（東京都美術館）…『瀧』出品（海外紹介作品10点に選抜）
- 2006年 - 壮麗な絵天井で知られる奈良県・當麻寺中之坊へ、人間国宝・文化勲章受章作家の絵画作品群に、唯一「書」の献納を許される。
- 2007年 - 渋谷に東京オフィスおよび書道教室を開設。
- 2009年 - 日本テレビ「ズームイン ! ! SUPER」に出演し、「書道ガールズ甲子園」審査およびコーナータイトルを揮毫。
- 2010年 - 
  - 奈良密教青年会30周年記念講演会（奈良遷都1300年特別行事）にて『書の視点から見た弘法大師・空海』と題し講演。
  - 「いちばん親切な般若心経の教科書」監修：丘山新、書指導：森大衛（新星出版社）発売。
- 2011年 -「2011.3.11 東北・東日本大震災支援ライブ "とどけよう"vol.1」（福井 フェニックス・プラザ）に書を提供。
- 2012年 - 第60回記念 独立書展（国立新美術館）…『国土巌浄』（会員賞受賞）
- 2014年 - 
  - NHK Eテレ「スクールライブショー」出演、書道パフォーマンスを審査。
  - 東京都立鹿本学園の校名および校訓を揮毫。
- 2015年 - 愛媛県新居浜市のあかがねミュージアムにて開館記念講演。
- 2016年 - 毎日書道展（国立新美術館）…『起』（毎日賞受賞）
- 2017年 - 
  - 東京都立光明学園の校名および校訓を揮毫。
  - 毎日書道展（国立新美術館）…『洲』（秀作受賞）
- 2018年 - 毎日書道展（国立新美術館）…『久壽玉』（毎日賞受賞）
- 2019年 - 大相撲・朝乃山の化粧まわしの文字「愛と正義」を揮毫。朝乃山は富山商業高校の後輩にあたる[2]。
- 2023年 - 
  - 大相撲・朝乃山の化粧まわしの文字「剱」を揮毫[5]。
  - 書道教室の石川支部（石川教室）を石川県羽咋市に開設[3]。

## 人物
- 小中高生の教育書道からデザイン書道、芸術書道まで様々な書芸術に精通し、タイトル文字、商品名、屋号、広告用ロゴなども手掛ける[3]。ミュージシャンとの共演やファッション誌への作品提供などの経験もある[6]。
- ヒゲと茶髪がトレードマーク。ヒゲを生やしているのは、ヒゲが濃く毎日剃るとカミソリ負けしてしまうためだという[7]。
- 2004年の春に「笑っていいとも!」から出演のオファーが来た際には、東京に有名な書家が沢山いるにもかかわらず富山に住む自分がオファーされたことに驚き、「新手の振り込め詐欺かと思った」という[8]。
- 「書道が嫌い」と語っているが、「嫌いだからこそ、カッコイイもの、美しいものにこだわって作品を発表していけたら」「嫌いだからこそ見つけられるものがある」とも述べている[1][9]。また、「書は人なり」という考え方にも疑問を持っており、「僕と僕の右腕は別人格」と語っている[8]。

## メディア出演

### テレビ
- フジテレビ - 「めざましテレビ」「笑っていいとも!」「クイズ30〜団結せよ!〜」「とくダネ!」「ペケ×ポン」「アナザーヒーロー」「キカナイト」「G☆ウォーズ」「芸能人の親ばか大集合」「FNS27時間テレビ」「ノンストップ!」
- 日本テレビ - 「人間!これでいいのだ」「週刊オリラジ経済白書」「未来創造堂」「トシガイ」「所さんの目がテン!」「ズームイン!!SUPER」「スッキリ!!」「世界の果てまでイッテQ」「NEWS ZERO」
- TBS - 「天保異聞 妖奇士」「ひみつの嵐ちゃん」「となりのマエストロ」「あさチャン!」「ひるおび!」「ゴゴスマ -GO GO!Smile!-」「白熱ライブ ビビット」「新・情報7days ニュースキャスター」
- テレビ朝日 - 「堂本剛の正直しんどい」「題名のない音楽会」「眠れる才能テスト」
- NHK Eテレ - 「スクールライブショー」
- テレビ西日本 - 「伝説飯」
- 東海テレビ - 「オトナ養成所 バナナスクール」

### ラジオ
- NHKラジオ - 「ここはふるさと旅するラジオ」
- TOKYO FM - 「中村正人の夜は庭イヂリ」

## 講演
- 広島県熊野町（日本一の筆の産地）商工会創業塾
- 学校法人臼井学園（富山県）特色教育講座
- 金沢星稜大学
- 長岡造形大学
- 奈良密教青年会30周年記念講演会（奈良遷都1300年特別行事）
- あかがねミュージアム開館記念講演

など

## イベント・ワークショップ等
- 「SDD全国こども書道コンクール」（主催：エフエム大阪、JD共済）監修、書道パフォーマンス[10]
- 明治記念館主催ワークショップ「デキる女性は美しさが基本」講師
- サティ・イオングループのイベント等出演（大阪・群馬・京都）
- 福井県教育庁文化課主催「ヤング・アート・キャンプ」講師
- 薬師寺東京別院にてワークショップ
- 「漢字の力シンポジウム」出演（主催：(財)日本漢字能力検定協会、河北新報社）
- アジア太平洋デジタル雑誌国際会議にて、ソニー・コンピュータエンタテインメントに作品提供およびゲスト出演
- フジシールグループ（株式会社フジシールインターナショナル）120周年記念イベントにて大書揮毫
- NTTドコモ「新商品・新CM発表会」出演、「進化」を揮毫[11]

など

## 雑誌・書籍など

### 自著
- 「目指せ!達筆王〜すぐに上達する132のコツ〜」（2006年3月、扶桑社）
- ヒゲMEN We love "Hige"（2006年10月、双葉社）
- 森大衛のなるほど書道入門（全3巻、汐文社）

### 監修・掲載
- 「目指せ！達筆王」監修（フジテレビ出版）
- 「森大衛のなるほど書道入門」全３巻（汐文社）
- 「刃-Jin-」にて“森大衛の一筆入魂”連載（小池書院）
- 「MISTY」にて“森大衛の魂の一文字”連載（実業之日本社）
- 「いちばん親切な般若心経の教科書」監修:丘山新、書指導：森大衛（新星出版社）
- 「ザ テレビジョンZoom!!」（角川マーケティング）にて嵐の大野智と対談
- 「Can cam」「女性セブン」（小学館）
- 「MORE」（集英社）
- 「Pen」（阪急コミュニケーションズ）
- 阪急情報紙「TOKK」
- 「Goods Press」（徳間書店）
- 「STORY」（光文社）
- 「HERS」（光文社）
- 「POPEYE」（マガジンハウス）
- 別冊宝島「AKB48推し!」（宝島社）
- 「MONOQLO」（晋遊舎）
- 「VOGUE」VOGUE NIPPON）
- 「日経ビジネス」（日経BP社）
- 「日経レストラン」（日経BP社）
- 「GLAMOROUS」（講談社）
- 「ダーナ」（佼成出版社）
- 「和型-YAMATO STYLE」（SEIBIDO MOOK）

など

## 広告・題字・商品名など
- メリルリンチ証券 広告 - 「和魂洋才」揮毫
- カプコンゲームソフト「鉄騎」「鉄騎大戦」「重鉄騎」揮毫
- 忌野清志郎CD「仕草」揮毫
- TBSアニメ「妖奇士」題字揮毫
- 森昌子CD「バラ色の未来」揮毫
- 漫画「修羅雪姫」題字揮毫
- グンゼ110周年広告にて作品「達」「爽」「感」「継」揮毫
- Sci-Fi Channel「石井竜也のART or NOT ?」番組タイトル揮毫
- 吉野家CM「牛丼復活祭」揮毫
- DIR EN GREY『DIFFERENT SENSE』に書作品提供
- マルイ水着＆ゆかた広告に書を提供
- 三越伊勢丹大阪のオープン広告に書を提供
- サークルKサンクス年賀状 揮毫
- 高島屋年賀状 揮毫
- 富山県民共済のテレビCM出演
- 東京都立鹿本学園・光明学園の校名・校訓を揮毫
- テレビ東京「滅びゆく民族」のタイトル揮毫
- テレビ西日本「伝説飯」タイトル揮毫

など

## 役職
- 公益財団法人 独立書人団 審査会員[4]
- 一般財団法人 毎日書道会 会員[4]
- 富山書道会 会長[4]
- 鵬翼会・つばさ子供習字 主宰[4]
- 鵬翼会東京教室 主宰[4]